# Östdanska dialekter
Östdanska dialekter (även skånemål eller skånska) kallas ibland de östnordiska dialekter som talades i Skåne med närmaste omnejd under dansk tid: målen på Bornholm, Blekinge, i Skåne, i Halland söder om Varberg och i Hallaryds och Markaryds socknar i Småland.
Skånskan kan delas in i flera olika underdialekter: Malmöitiska, Helsingborgska, Österlenmål, Göingedialekt och Lundadialekt
Trots sin storlek så har Bornholms dialekt delats in i: Rönnefint, Sandvigsvensk och Östbornholmsk
Vissa lingvister, som bland andra Nils-Åge Nielsen, anser att skånskan även om den av naturliga skäl har präglats av svenskt riksspråk huvudsakligen tidigare var en östdansk dialekt. 
I en fallstudie har det visat sig att 70 % av skånska ord inte uppvisar några semantiska förändringar sedan 1841 och att den yngre generationen skånsktalande har en positivare attityd till och oftare talar skånska än den äldre generationen.